# Ао (народ)
Ао — народ, проживающий на северо-востоке Индии, относится к группе племён нага. Территория расселения простирается от долины Цула (Дикху) –  на востоке до долины Цуранг (Дисай) – на западе, в округе Мококчунг штата Нагаленд. Некоторые представители проживают также в прилегающих районах штата Ассам. Территория расселения представляет собой относительно параллельные гряды холмов.
Язык народа ао относится к тибето-бирманской языковой семье. Христианские миссионеры начали деятельность в данном регионе в конце XIX века, сегодня почти все представители народа – христиане (главным образом баптисты). По данным переписи 2001 года численность этноса составляет около 232 тыс. человек. Уровень грамотности среди ао составляет около 86%. 